# Exposição pecuária

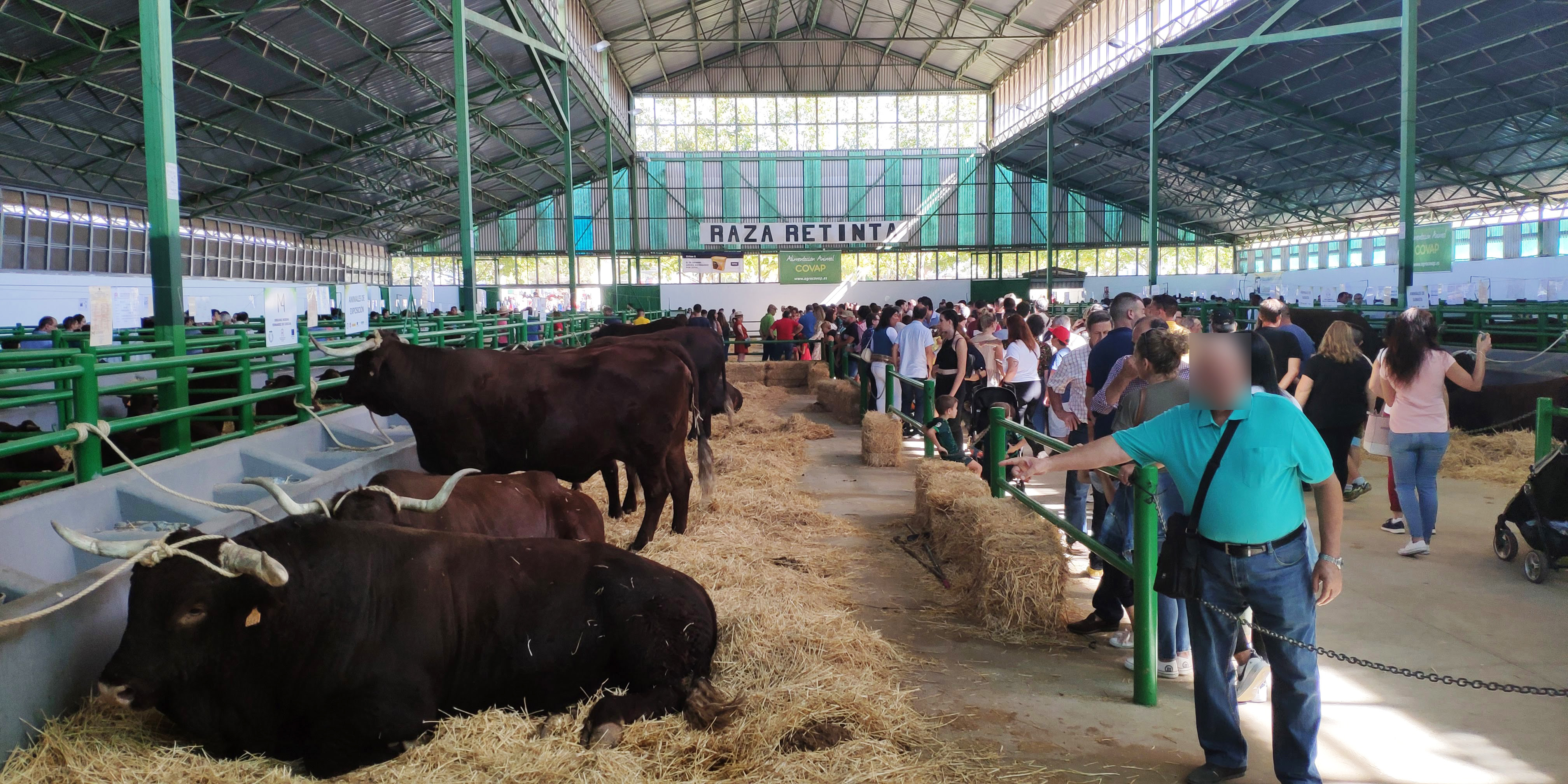
Exposição pecuária em Zafra

Uma exposição pecuária é uma exibição ou uma feira que se mostram diferentes representantes do setor pecuário. Se entende por estes representantes não somente os animais pecuários, como também a maquinaria do setor, as novas técnicas de otimização produtiva, os produtos para alimentar os animais e assim por diante. Essas amostras exibem porcos, vacas, touros, ovelhas, cabras, cavalos, coelhos, galinhas, frangos, patos e outros animais típicos do setor pecuário. As exibições ou feiras tem como objetivo o desenvolvimento da indústria pecuária melhorando a qualidade da carne para o consumo. Assim reforçam a profissionalização do setor, tal como os canais de comercialização, divulgando o trabalho dos pecuaristas e a projeção das distintas espécies. Em certas ocasiões, de forma paralela, se realizam conferências realizadas por profissionais sobre políticas regionais, produção de alimentos, biocombustíveis, a produção agrícola e da competitividade do mercado.
Em muitas dessas exposições são concretizadas concursos para premiar alguns fenótipos de certas espécies de animais expostas. As características mais avaliadas são a composição dos músculo, a correção postural e estrutural, o tamanho, o estilo e o equilíbrio, entre outras.